# ماریان مرچز
ماریان مرچز (به انگلیسی: Marianne Merchez) فضانورد اهل کشور بلژیک است که در ۲۵ نوامبر ۱۹۶۰ میلادی در اوکل زاده شد.